# Pidonia
Pidonia är ett släkte av skalbaggar som beskrevs av Étienne Mulsant 1863. Pidonia ingår i familjen långhorningar.

## Bildgalleri

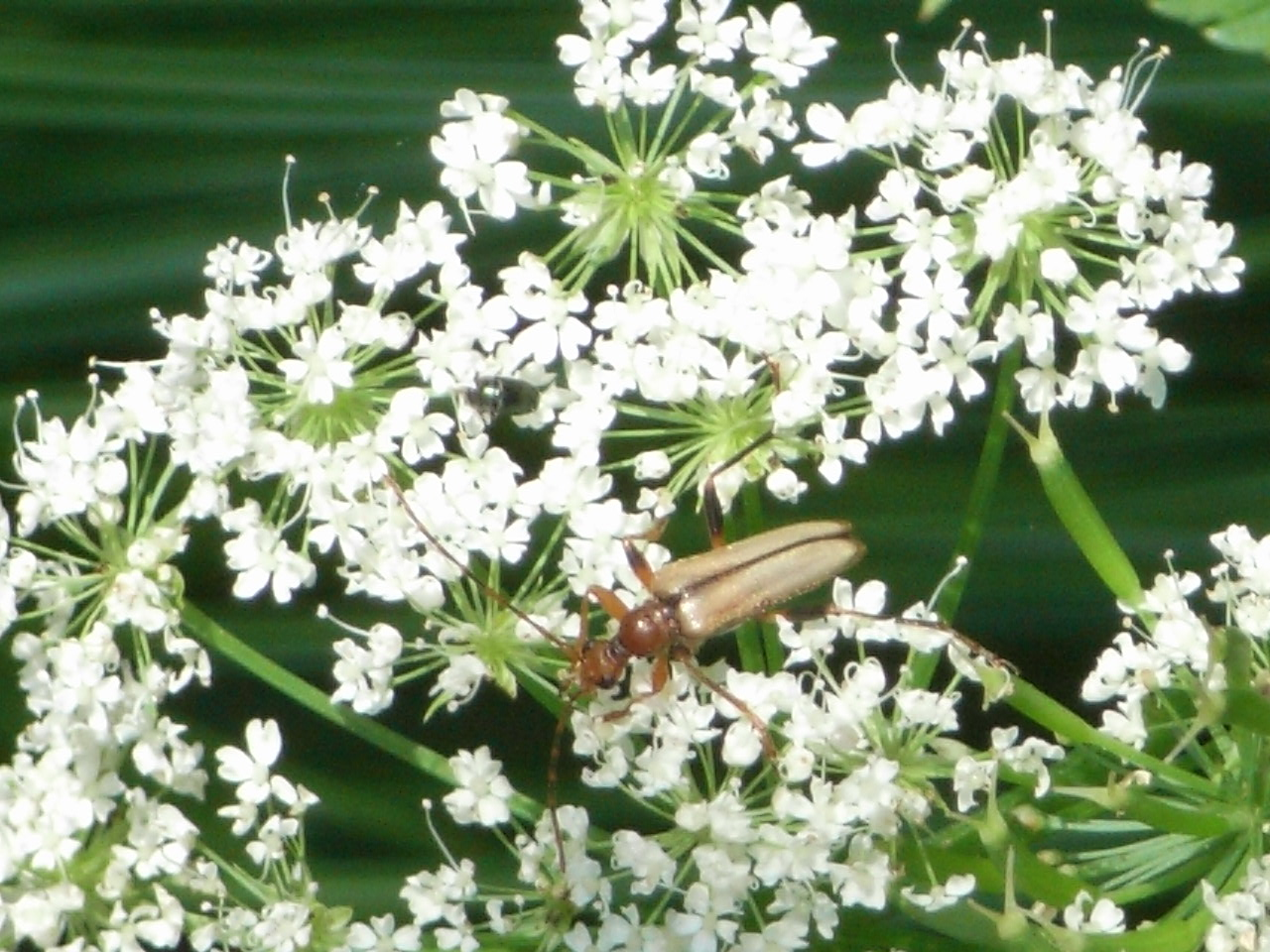
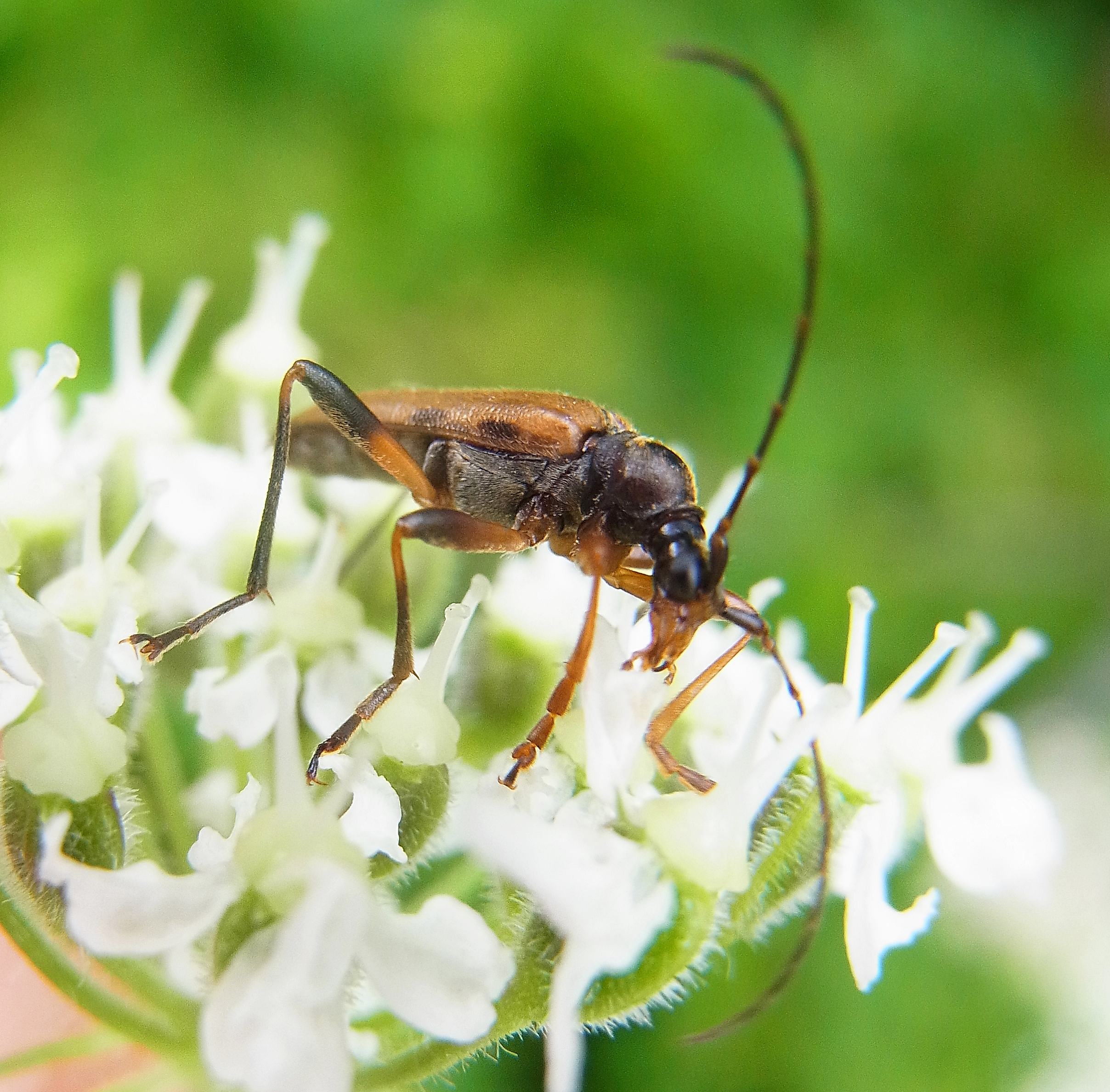
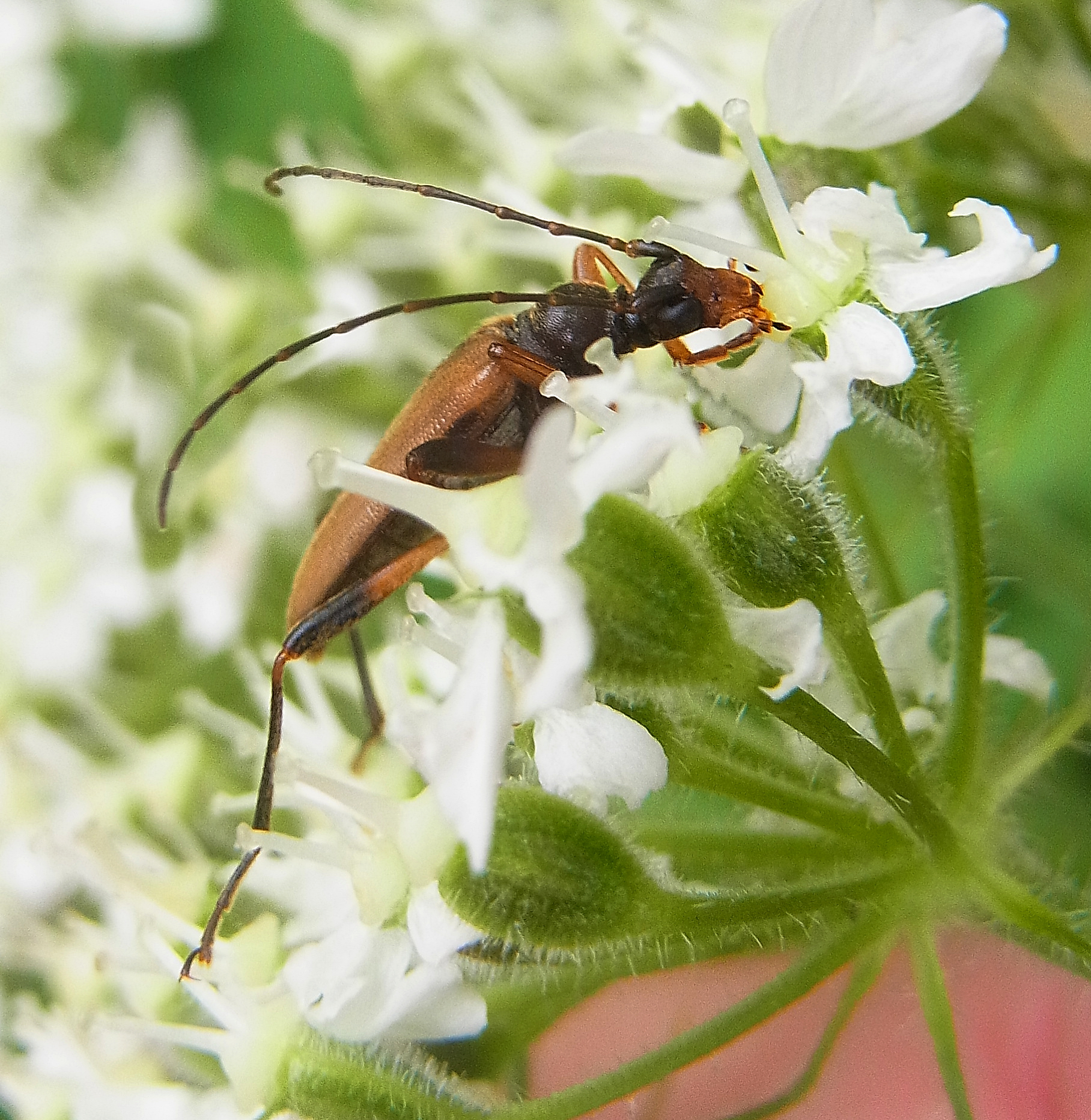
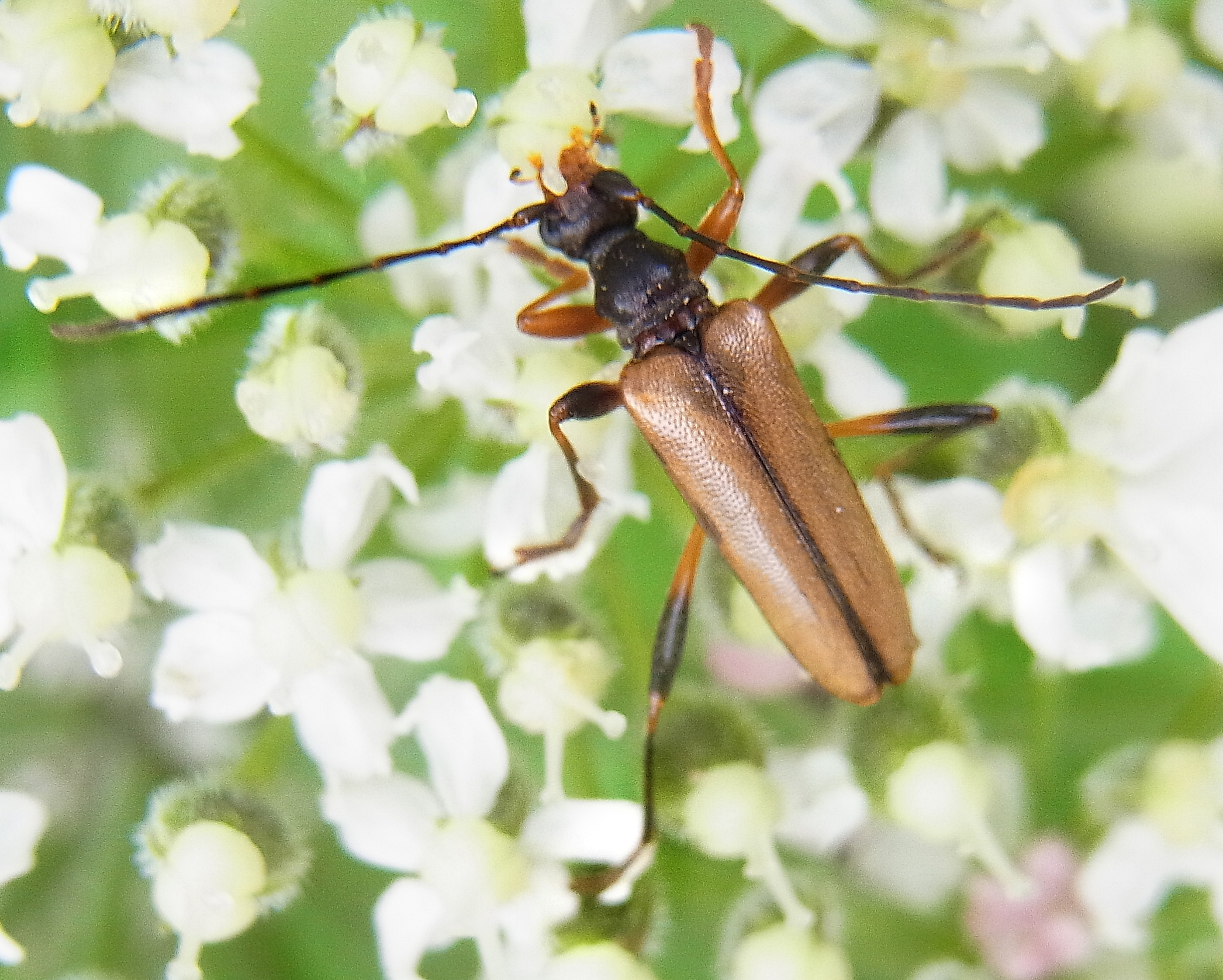
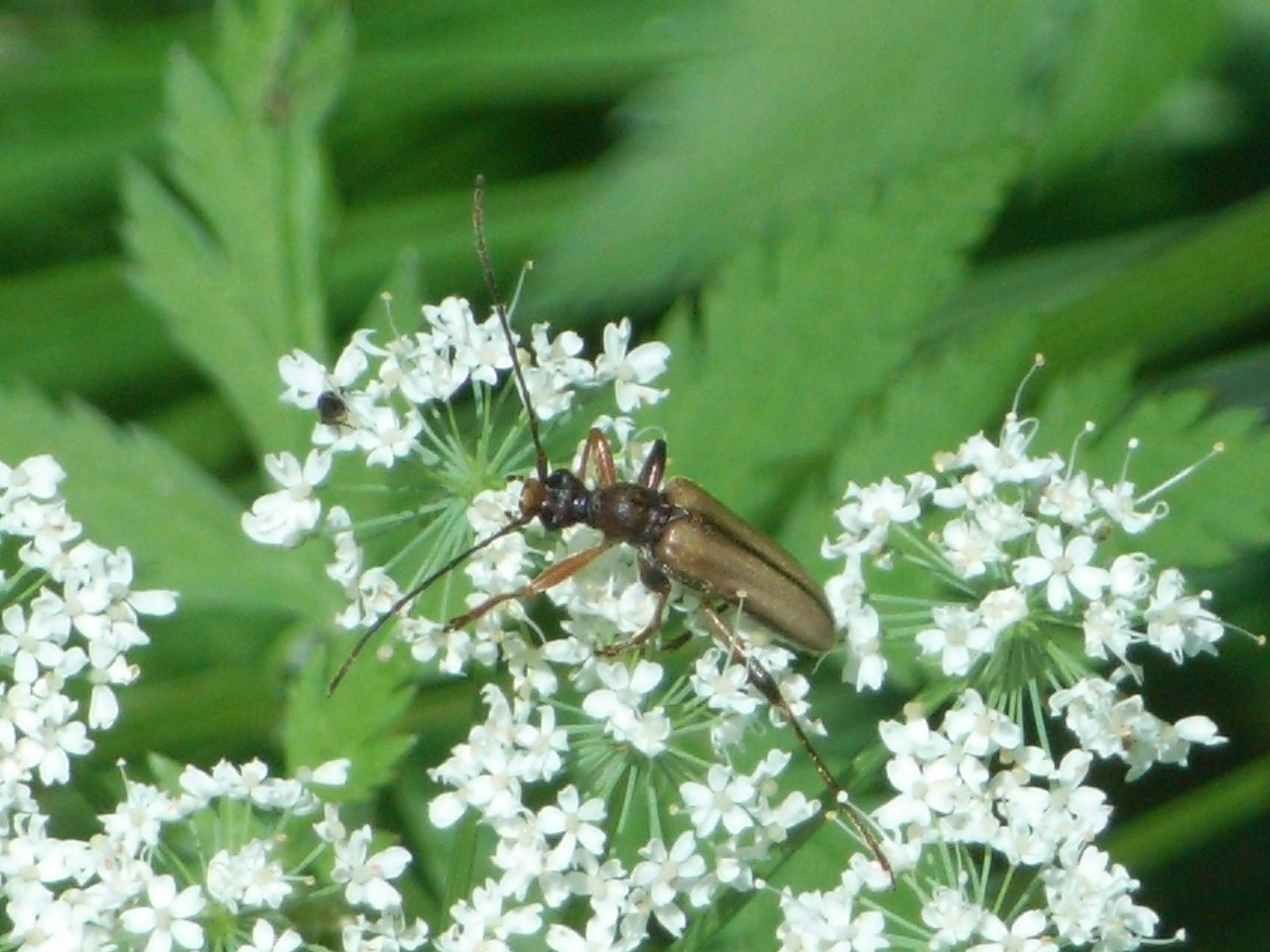
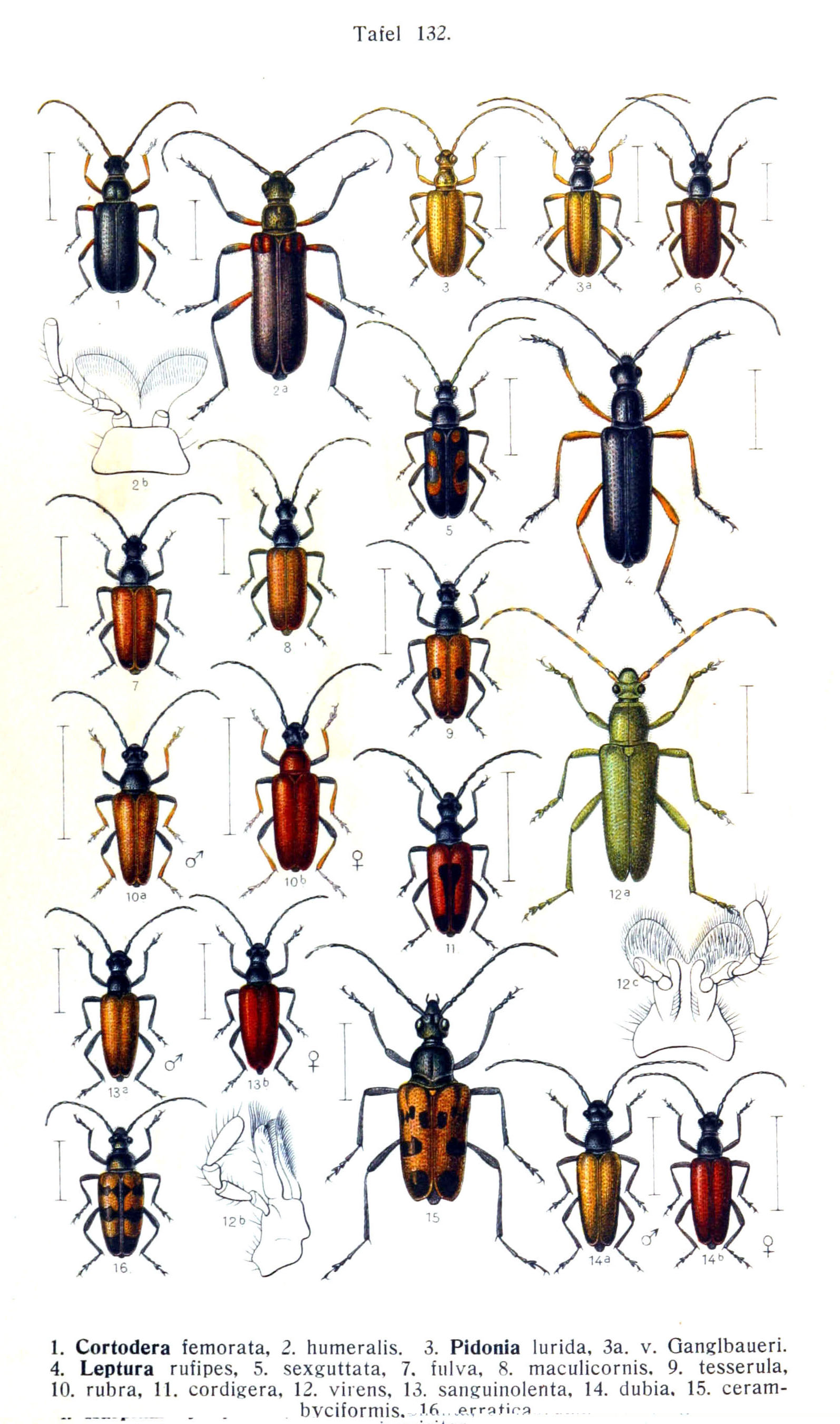

## Dottertaxa tillPidonia, i alfabetisk ordning[1][2]
- Pidonia aenipennis
- Pidonia aestivalis
- Pidonia albomaculata
- Pidonia alticollis
- Pidonia amabilis
- Pidonia amentata
- Pidonia amurensis
- Pidonia angustata
- Pidonia anmashana
- Pidonia approximata
- Pidonia armata
- Pidonia atripennis
- Pidonia aurata
- Pidonia benesi
- Pidonia binigrosignata
- Pidonia bispina
- Pidonia bivittata
- Pidonia bouvieri
- Pidonia businskyorum
- Pidonia chairo
- Pidonia changi
- Pidonia chiaomui
- Pidonia chienhsingi
- Pidonia chinensis
- Pidonia chui
- Pidonia chujoi
- Pidonia compta
- Pidonia confusa
- Pidonia cuprescens
- Pidonia dealbata
- Pidonia debilis
- Pidonia densicollis
- Pidonia dentipes
- Pidonia deodara
- Pidonia determinata
- Pidonia discoidalis
- Pidonia effracta
- Pidonia exilis
- Pidonia falcata
- Pidonia flaccidissima
- Pidonia formosana
- Pidonia formosissima
- Pidonia foveolata
- Pidonia frivola
- Pidonia fujisana
- Pidonia fumaria
- Pidonia fushani
- Pidonia gibbicollis
- Pidonia gnathoides
- Pidonia gorodinskii
- Pidonia grallatrix
- Pidonia hamadryas
- Pidonia hamifera
- Pidonia hayakawai
- Pidonia hayashii
- Pidonia heudei
- Pidonia himehana
- Pidonia hohuanshana
- Pidonia hylophila
- Pidonia ignobilis
- Pidonia indigna
- Pidonia infuscata
- Pidonia ingenua
- Pidonia insperata
- Pidonia insuturata
- Pidonia jasha
- Pidonia koreana
- Pidonia kyushuensis
- Pidonia leidyi
- Pidonia leucanthophila
- Pidonia limbaticollis
- Pidonia longipalpis
- Pidonia lucida
- Pidonia ludmilae
- Pidonia luna
- Pidonia lurida
- Pidonia luridaria
- Pidonia lyra
- Pidonia maai
- Pidonia maculithorax
- Pidonia major
- Pidonia malthinoides
- Pidonia masakii
- Pidonia matsushitai
- Pidonia meridionalis
- Pidonia michinokuensis
- Pidonia misenina
- Pidonia mitis
- Pidonia miwai
- Pidonia modesta
- Pidonia morikawai
- Pidonia mutata
- Pidonia neglecta
- Pidonia obfuscata
- Pidonia obscurior
- Pidonia occipitalis
- Pidonia ohminesana
- Pidonia orientalis
- Pidonia orophila
- Pidonia oyamae
- Pidonia palleola
- Pidonia pallida
- Pidonia pallidicolor
- Pidonia palligera
- Pidonia paradisiacola
- Pidonia pauperula
- Pidonia picta
- Pidonia pilushana
- Pidonia propinqua
- Pidonia pullata
- Pidonia puziloi
- Pidonia qinlingana
- Pidonia quadrata
- Pidonia ruficollis
- Pidonia rutila
- Pidonia sacrosancta
- Pidonia sadoensis
- Pidonia satoi
- Pidonia sciaphila
- Pidonia scripta
- Pidonia semiobscura
- Pidonia seorsa
- Pidonia sertata
- Pidonia sichuanica
- Pidonia signata
- Pidonia signifera
- Pidonia similis
- Pidonia simillima
- Pidonia sororia
- Pidonia straminea
- Pidonia subaenea
- Pidonia submetallica
- Pidonia subsuturalis
- Pidonia suvorovi
- Pidonia suzukii
- Pidonia sylvicola
- Pidonia taipingshana
- Pidonia takahashii
- Pidonia takechii
- Pidonia telephia
- Pidonia testacea
- Pidonia tsukamotoi
- Pidonia tsushimana
- Pidonia tsutsuii
- Pidonia tsuyukii
- Pidonia warusawadakensis
- Pidonia yamato
- Pidonia yushana